# EuFOD
EuFOD با فرمول شیمیایی C30H30EuF21O6 یک ترکیب شیمیایی است. که جرم مولی آن ۱۰۳۷٫۴۹ گرم بر مول می‌باشد. شکل ظاهری این ترکیب، پودر زرد است.